# قلبوس
قلْبُوس (الاسم العلمي: Plebejus)، جنس حشرات فراشية من فصيلة النحاسية. توجد أنواعها في عوالم المنطقة القطبية الشمالية القديمة والإقليم القطبي الشمالي الجديد.